# Adi Sprinkart

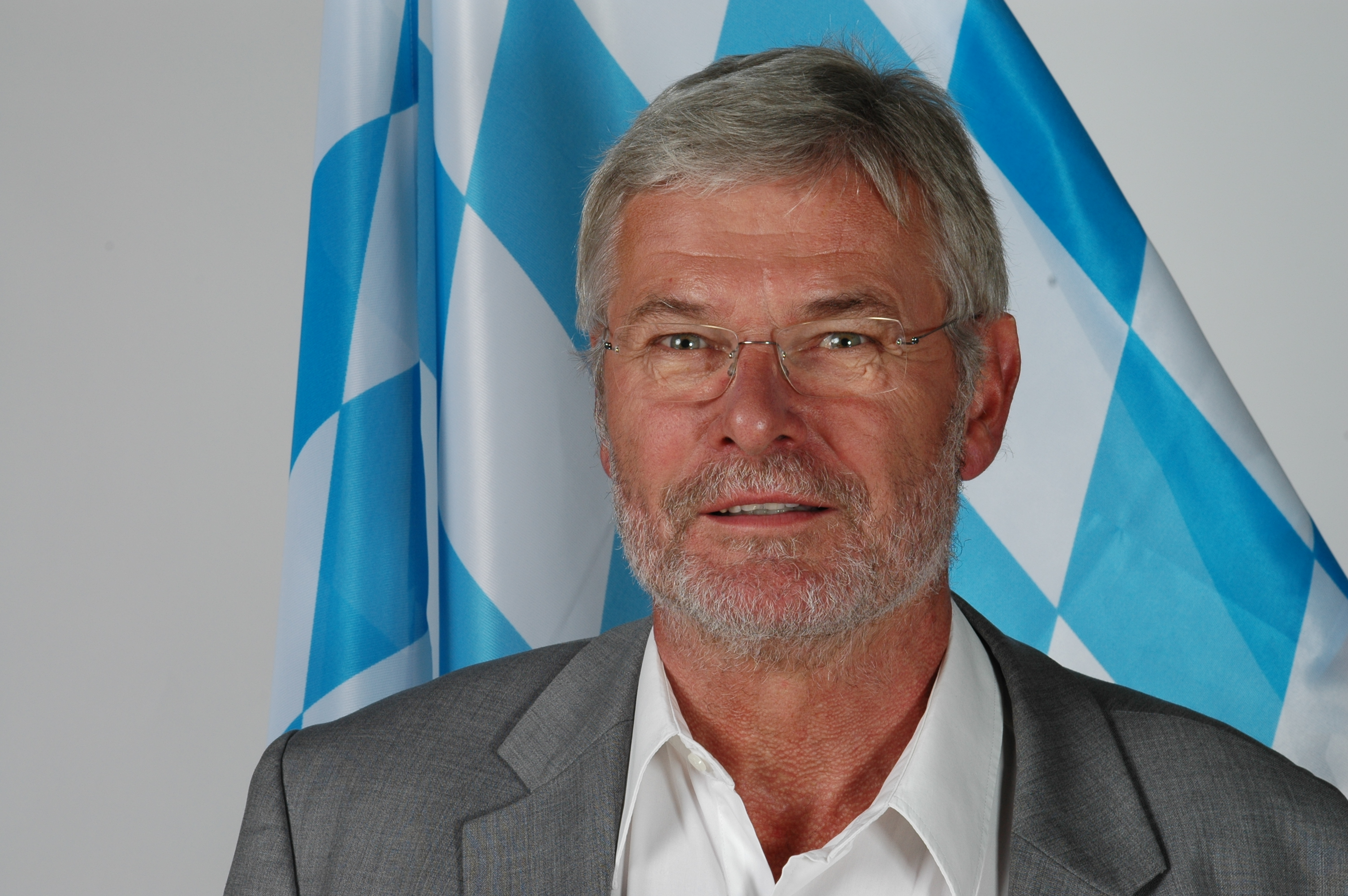
Adi Sprinkart 2012

Adi Sprinkart (* 6. Mai 1953 in Niedersonthofen; † 3. Mai 2013 in Waltenhofen) war ein deutscher Politiker. Er war bayerischer Landespolitiker von Bündnis 90/Die Grünen.
Nachdem Sprinkart die mittlere Reife erlangt hatte, begann er eine Ausbildung zum Industriekaufmann. Danach erlangte er das Fachabitur und absolvierte ein Studium der Sozialpädagogik. Adi Sprinkart bewirtschaftete einen Bio-Bauernhof im Weiler Gopprechts und war landwirtschaftlicher Berater. Er war verheiratet und Vater zweier Kinder.
Seit 1984 war er Mitglied der Grünen. Seit 1990 war er Mitglied des Kreistages Oberallgäu. Seit 1997 gehörte Adi Sprinkart dem bayerischen Landtag an. Zunächst war er Mitglied des Ausschusses für Fragen des öffentlichen Dienstes, dem er bis zu seinem Tod angehörte. Außerdem wurde er zum Mitglied des tourismuspolitischen Ausschusses gewählt. 2003 wurde der Öko-Landwirt vom Landtag zum stellvertretenden Vorsitzenden des Ausschusses für Landwirtschaft und Forsten gewählt. Er war tourismuspolitischer Sprecher seiner Fraktion.
Bei der Landtagswahl 2008 trat er erfolglos im Stimmkreis Lindau, Sonthofen an, wurde aber über die Bezirksliste Schwaben wiedergewählt.
Sprinkart nahm sich wenige Tage vor seinem 60. Geburtstag auf seinem Bauernhof im Allgäu das Leben.